# Pont Gavé
De Pont Gavé is een middeleeuwse brug over de Coise in de Franse gemeente Saint-Galmier (Loire).

## Beschrijving
De stenen brug telt twee bogen en maakt een lichte bocht in het midden. De bogen zijn ongelijkmatig, de ene is spitsvormig, de andere is halfrond. Ze zijn ook niet even breed. Het wegdek loopt op naar de middelste pijler en is bekleed met kasseien en stenen.

## Geschiedenis
De brug werd voor het eerst vermeld in 1381 maar werd al gebouwd in de eerste helft van de 14e eeuw. De naam gavé (gué vieux, "oude voorde") wijst erop dat de brug werd gebouwd op de plaats van een oversteekplaats over de Coise. Aanleiding voor de bouw van de brug was de bouw van de Manoir de Teillères rond 1350 op de linkeroever van de Coise. Graaf Guy VII van Forez liet de brug bouwen om dit buitenhuis bestemd voor zijn echtgenote Jeanne de Bourbon te kunnen bereiken vanuit de stad Saint-Galmier op de rechteroever.
Vanaf 1 juni 2021 is autoverkeer verboden op de Pont Gavé. Meer dan 400 voertuigen per dag maakten gebruik van de oude brug. Het drukke autoverkeer zorgde voor geluidsoverlast voor de omwonenden en betekende een gevaar voor de stabiliteit van de brug. De pelgrimsweg naar Santiago de Compostella loopt over de brug.

## Galerij

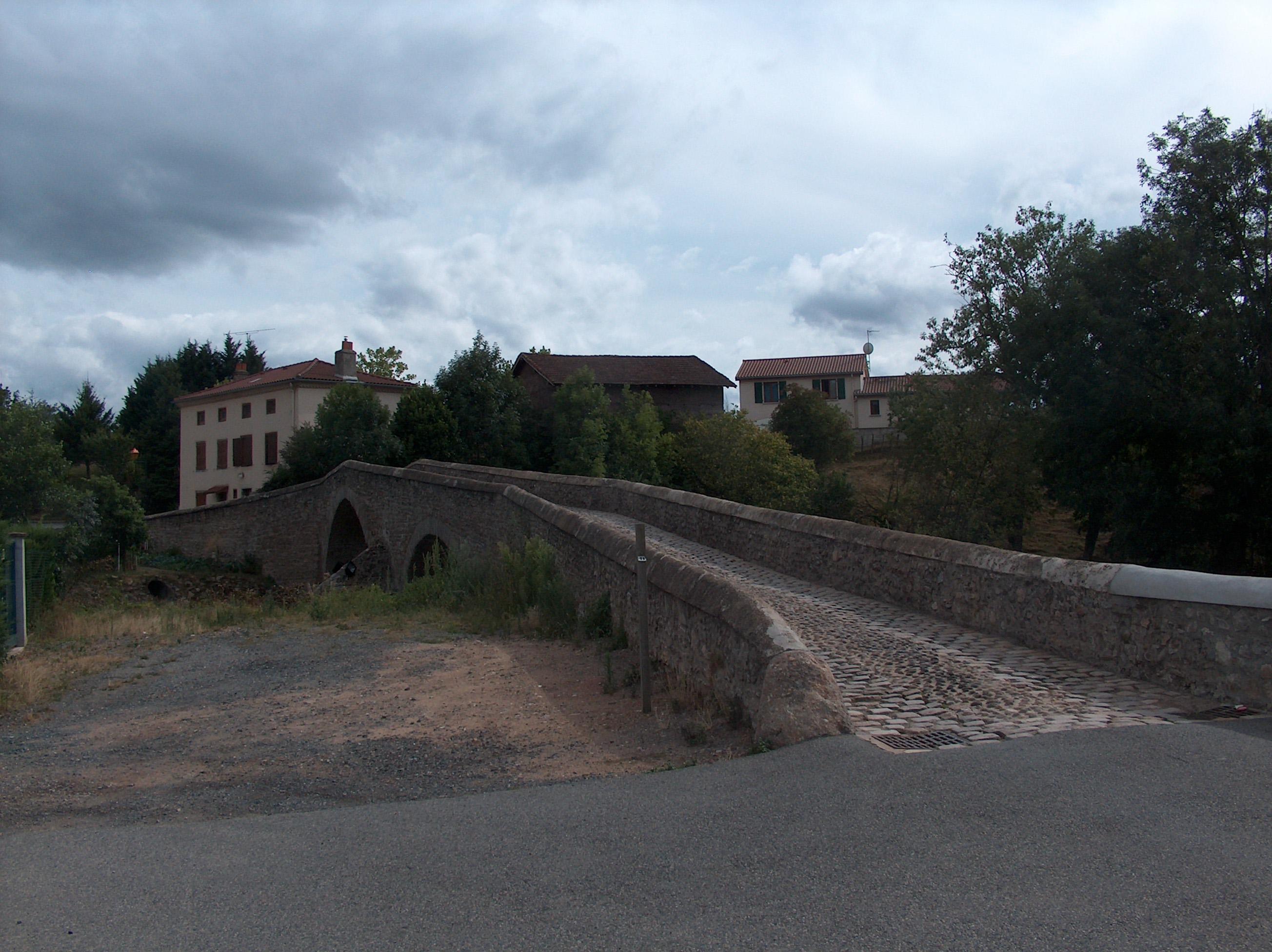
De Pont Gavé
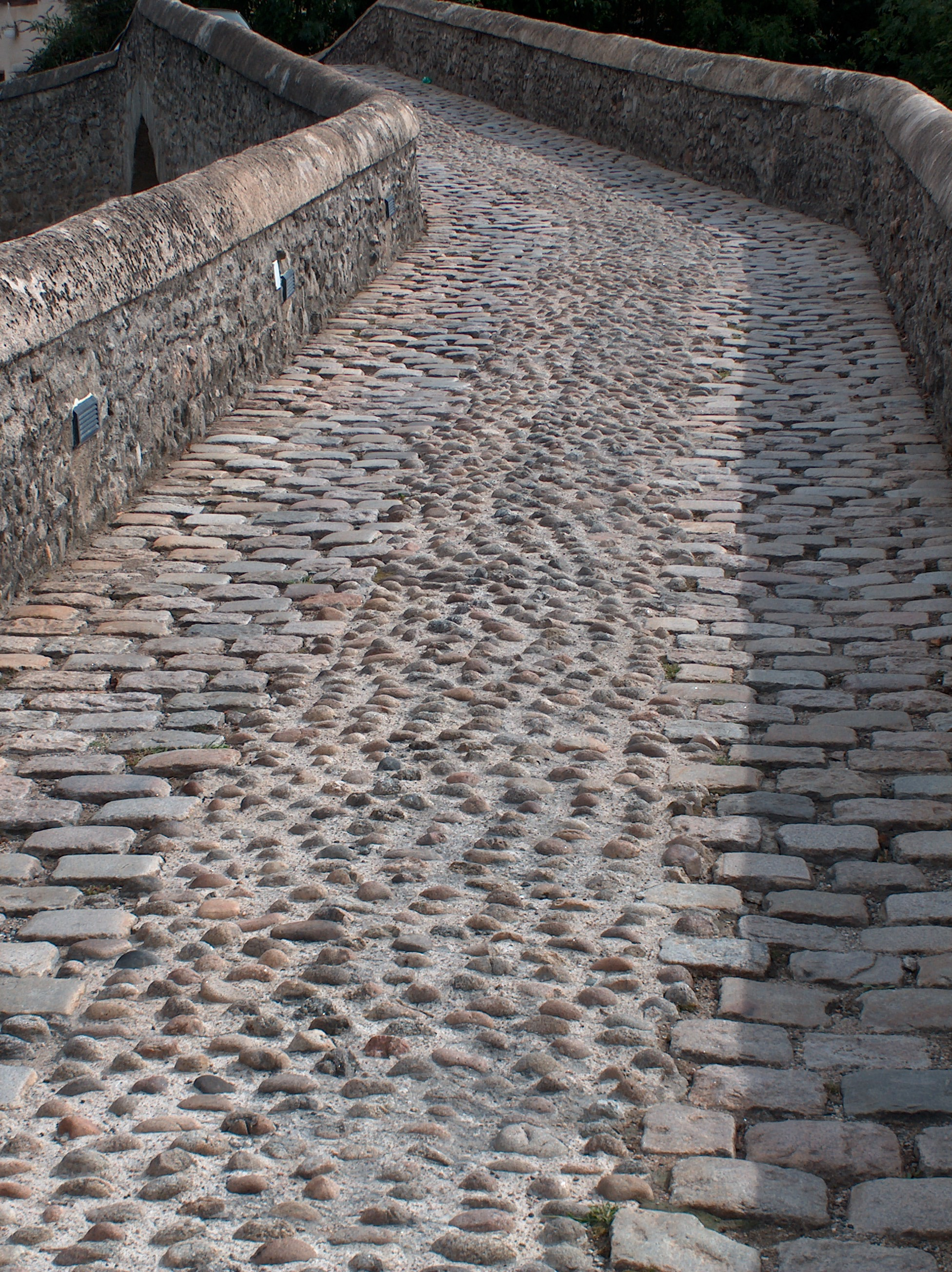
Het wegdek en de bocht halfweg de brug